# Hafsatu Kamara
Hafsatu Kamara (Alexandria, 7 dicembre 1991) è una velocista sierraleonese.

## Biografia
Nata negli Stati Uniti d'America da genitori sierraleonesi, ha sempre gareggiato per la nazione africana.

## Palmarès
| Anno | Manifestazione          | Sede           | Evento      | Risultato  | Prestazione | Note |
| ---- | ----------------------- | -------------- | ----------- | ---------- | ----------- | ---- |
| 2014 | Giochi del Commonwealth | Glasgow        | 100 m piani | Batteria   | 12"14       |      |
| 2014 | Giochi del Commonwealth | Glasgow        | 200 m piani | Batteria   | 25"12       |      |
| 2015 | Mondiali                | Pechino        | 100 m piani | Batteria   | 12"13       |      |
| 2016 | Campionati africani     | Durban         | 200 m piani | Batteria   | 24"99       |      |
| 2016 | Giochi olimpici         | Rio de Janeiro | 100 m piani | Batteria   | 12"22       |      |
| 2018 | Giochi del Commonwealth | Gold Coast     | 100 m piani | Batteria   | 12"00       |      |
| 2018 | Giochi del Commonwealth | Gold Coast     | 200 m piani | Batteria   | 24"50       |      |
| 2018 | Campionati africani     | Asaba          | 100 m piani | Batteria   | 12"03       |      |
| 2018 | Campionati africani     | Asaba          | 200 m piani | Semifinale | 25"01       |      |
| 2022 | Giochi del Commonwealth | Birmingham     | 100 m piani | Batteria   | 11"80       |      |
| 2022 | Giochi del Commonwealth | Birmingham     | 200 m piani | Batteria   | 25"05       |      |
| 2024 | Giochi panafricani      | Accra          | 100 m piani | Batteria   | 12"05       |      |